# Дворана Мирза Делибашић
Дворана Мирза Делибашић је вишенаменска спортска дворана у Скендерији, Сарајево, Босна и Херцеговина. Дворана је добила име по Мирзи Делибашићу, једном од најбољих југословенских и босанскохерцеговачких кошаркаша, који је такође проглашен најбољим спортистом БиХ у 20. веку. Дворана се налази у центру Сарајева, на левој обали реке Миљацке, а отворена је 29. новембра 1969. Површина укупног центра је 70.000 m², а сама дворана има капацитет око 5.616 седећих места. Своје домаће утакмице овде играју КК Босна и РК Босна.
Од значајнијих спортских догађаја у овој дворани је одиграна прелиминарна фаза Светског првенства у кошарци 1970., као и финале Купа европских шампиона у кошарци 1970.